# Muntogna da Schons
Muntogna da Schons är en kommun i regionen Viamala i kantonen Graubünden, Schweiz. Kommunen skapades den 1 januari 2021 genom sammanslagningen av de tidigare kommunerna Casti-Wergenstein, Donat, Lohn och Mathon. Muntogna da Schons hade 371 invånare (2023).